# نوفالورون
نوفالورون هو مادة كيميائية تستعمل كمبيد للآفات وتنتمي إلى فئة من المبيدات الحشرية تعرف باسم منظمات نمو الحشرات.

## لمحة تاريخية
كانت شركة ماختشيم أغان هي الشركة التي طورت مركب النوفالورون، وسجلت براءة اختراع مركب النوفالورون وحصلت على الموافقة باستخدامه في عدد من الدول في مختلف أنحاء أوروبا وآسيا وأفريقيا وأمريكا الجنوبية وأستراليا. كما اعتبرت كل من وكالة حماية البيئة الأمريكية والوكالة الكندية لتنظيم إدارة الآفات أن مركب النوفالورون يشكل خطرًا منخفضًا على البيئة والكائنات غير المستهدفة، وأنه قد يعد خياراً مهماً للإدارة المتكاملة للآفات، والتي يجب أن تقلل الاعتماد على المبيدات التي تحتوي على مركبات الفوسفور العضوي والكاربامات والبيرثرويد.

## التوليف
يمكن تصنيع نوفالورون في عملية تفاعل من أربع خطوات. أولاً، يتم تحويل 2-كلورو-4-نيتروفينول إلى كلورو-4-أمينوفينول من خلال تفاعل الاختزال. بعد هذه الخطوة الأولى، يتم إجراء تفاعل إضافة مع إيثر بيرفلورو-فينيل-بيرفلورو-ميثيل لتخليق 3-كلورو-4-[1,1,2-ثلاثي فلورو2-(ثلاثي فلوروميثوكسي)-إيثوكسي]أنيلين. الخطوة التالية في العملية هي إنتاج 2،6-ثنائي فلوروبنزيل إيزوسيانات في تفاعل الأسلة باستخدام 2،6-ثنائي فلوروبنزاميد وثنائي كلوريد الأوكساليل. الجزء الأخير من تخليق النوفالورون هو تفاعل إضافة مع 3-كلورو-4-[1,1,2-ثلاثي فلورو-2-(ثلاثي فلوروميثوكسي)-إيثوكسي]أنيلين.

## الاستخدام
استُخدم النوفالورون في الولايات المتحدة الأمريكية في معالجة العديد من النباتات والمحاصيل الغذائية مثل محاصيل التفاح والبطاطس والكرنب ونباتات الزينة والقطن.

## السمية
خلص الاجتماع المشترك بين منظمة الأغذية والزراعة ومنظمة الصحة العالمية بشأن بقايا مبيدات الآفات إلى أنه من غير المرجح أن يكون نوفالورون مادة مسرطنة للإنسان. علاوة على ذلك ، خلصت إلى أنها ليست مادة سامة للنمو. أنشأت المنظمة أدي (الابتلاع اليومي المقبول) من 0-0.01 ملغ/كغ من وزن الجسم ، بسبب نويل (أي مستوى تأثير سلبي لوحظ) من 1.1 ملغ/كغ من وزن الجسم يوميا لتلف كرات الدم الحمراء والتغيرات الطحال والكبد الثانوية. تم تأسيس هذا في دراسة لمدة 2 في الفئران.
نوفالورون لديه سمية حادة منخفضة إلى معتدلة. أما سمية الإعطاء عن طريق الفم والاستنشاق فهي من فئة السمية الرابعة ، أما بالنسبة للطريق الجلدي فهي سمية الفئة الثالثة (انظر تصنيف فئة السمية). علاوة على ذلك ، فهو ليس مهيجا للعين والجلد وليس محسسا للبشرة.
خلصت دراسات التعرض البشري إلى أن نوفالورون يسبب إصابة كبيرة ولكنها مؤقتة في العين. يمكن أن يكون ضارا أيضا إذا تم امتصاص المركب من خلال الجلد. لذلك يجب تجنب ملامسة الجلد أو العينين أو الملابس. قد يسبب ملامسة الجلد لفترات طويلة أو متكررة ردود فعل تحسسية لدى بعض الأفراد.

## الوضع القانوني
قدمت الشركة المصنعة للنوفالورون طلباً للموافقة على تسجيل وتسويق منتجها في الاتحاد الأوروبي، ولكن حتى عام 2007 لم يمكن هناك اتفاق على الموافقة بتداول المنتج في كافة أنحاء الاتحاد الأوروبي، فقط سمحت بعض دول الاتحاد الأوربي بمنح تصاريح مؤقتة لاستخدام وبيع بعض المنتجات القائمة على مركب النوفالورون، قبل أن يصدر قرار في 4 أبريل (نيسان) عام 2012 بوقف هذه التصاريح، وأصبح القرار نافذاً في 3 أكتوبر عام 2012.
يوضح الجدول التالي تطورات المسار الزمني للموافقة على بيع واستخدام النوفالورون في الولايات المتحدة الأمريكية:
| التاريخ                    | الوضع القانوني في الولايات المتحدة الامريكية                                                           |
| -------------------------- | --- |
| 28 نوفمبر 2001             | قدمت الشركة المصنعة للنوفالورون طلباً للموافقة على تسجيل وتسويق منتجها في                               |
| 29 أكتوبر 2003             | طلب وزير الصحة والعمل والرفاهية تقييم المخاطر الصحية بما يتماشى مع وضع معيار المخلفات                  |
| 6 نوفمبر 2003              | شرح مخطط طلب وزارة الصحة والعمل والرعاية الاجتماعية خلال الاجتماع الثامن عشر للجنة سلامة الأغذية       |
| 12 نوفمبر 2003             | مناقشة قرار الموافقة خلال الاجتماع الثاني للجنة خبراء مبيدات الآفات                                    |
| 20 نوفمبر 2003             | الإبلاغ عن نتائج المناقشة من اجتماع لجنة خبراء مبيدات الآفات خلال الاجتماع العشرون لهيئة سلامة الأغذية |
| 20 نوفمبر - 17 ديسمبر 2003 | المناقشة العامة                                                                                        |
| 24 ديسمبر 2003             | الموافقة على منح الترخيص                                                                               |